# Astragalus rubromarginatus
Astragalus rubromarginatus är en ärtväxtart som beskrevs av Ekaterina Georgiewna Czerniakowska. Astragalus rubromarginatus ingår i släktet vedlar, och familjen ärtväxter. Utöver nominatformen finns också underarten A. r. rubromarginatus.